# Павит
Павит, лат. (Clematis vitalba), припада фамилији Љутића, лат. (Ranunculaceae). Природни ареал је Европа, Кавказ и север Африке. Цвета од јула до августа.

## Опис
Дрвенаста биљка, лијана, висине до 20 m и дебљине 6-10 cm. Стабло је врло мале дебљине. Као лијана, ова биљка мора да се ослања на  стабло друге биљке како би био могућ раст и развој. Кора биљке је мале дебљине, сивкаста. Корен је за разлику од стабла одлично развијен и не налази се дубоко у подлози. Листови се састоје из 5 листића, цели или не, дужине до 10 cm и не садрже длаке. Придржавају се за другу биљку помоћу столона. Цветови су груписани у метличасту цваст, пречника око 2 cm, бели, без мириса, двополни.  Плод је орашица са једним семеном. Опрашивање се врши помоћу инсеката, а расејавање помоћу ветра.

## Размножавање
Клијањем семена или вегетативно, деловима биљке, кореном или стаблом. Ова биљка има широку еколошку валенцу, високо је толерантна на екстремне климатске услове.

## Станиште
Листопадне шуме, нарочито храстове и букове, са високим садржајем хумуса и где је pH вредност неутрална. Коровска је биљка, зауставља одрон јаким кореновим системом.

## Ареал у Србији
Север Србије: Суботица, Нови Сад; Запад Србије: Ваљево, Чачак и Југ Србије, долина Јужне Мораве.

## Галерија
- цвет